# Anna von Velschen

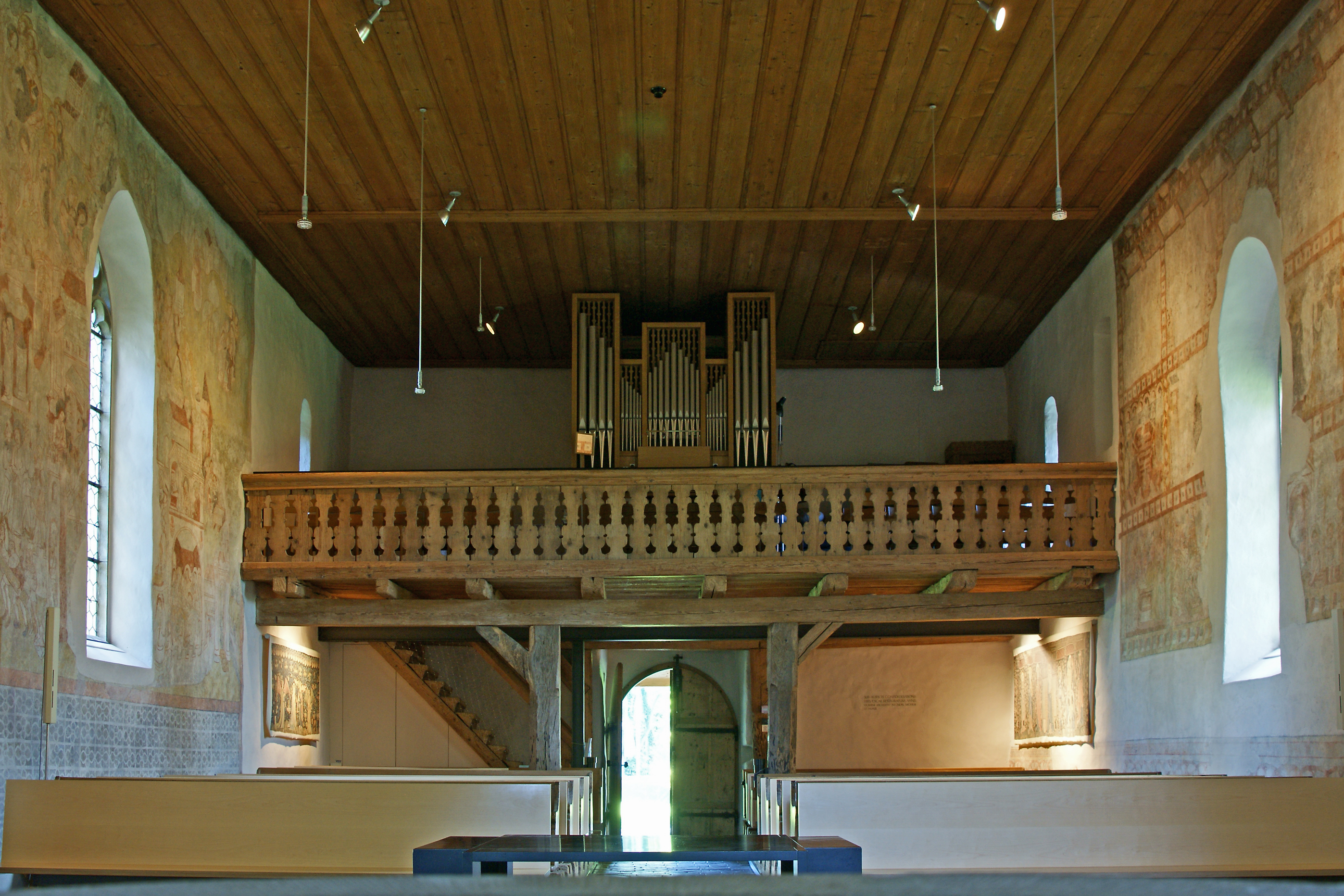
Kirche Scherzligen, mit den Kopien der Tapisserien des Ehepaars Petermann und Anna von Krauchthal (unter der Empore)

Anna von Velschen, auch Anna von Krauchthal, (* vor 17. Februar 1380; † kurz vor dem 11. Februar 1464 in Bern) war eine Notable und Stifterin.
Anna von Velschen wurde als Tochter des Werner, Mitglied des Rats der Stadt Thun und der Elisabeth von Rümligen, Tochter des Heinrich, Kastlans von Weissenburg geboren. Sie heiratete vor dem 1. Juli 1393 Petermann von Krauchthal († 1425), Schultheiss von Bern. 1411 kaufte sie mit ihrer Mutter die halbe Herrschaft Strättligen. Als Witwe war sie 1448, mit dem viertgrössten Vermögen überhaupt, die reichste Frau in Bern (25'000 Gulden). Ihr Vormund war Jakob Kloss. Gepflegt wurde die kranke Anna von Velschen in Bern im Bröwenhaus. Die kinderlose Anna von Velschen vererbte dem Berner Seilerspital unter anderen die Kreuzmatte (seit 1881 Standort des Inselspitals), der Kartause Thorberg den Grossteil ihres Vermögens und der Familie vom Stein ihre Hälfte der Herrschaft Strättligen. Der Kirche Scherzligen vermachte sie zum einen ein Antependium, das heute im Schloss Thun aufbewahrt wird und ein Grabtuch, heute in der Burrell Collection in Glasgow. Kopien befinden sich heute in der Kirche Scherzligen.
Auf dem Areal des Inselspitals erhielt ein Gebäude 2022 den Namen «Anna-von-Krauchthal-Haus».